# La esclava del paraíso
Pour plus de détails, voir Fiche technique et Distribution.
La esclava del paraíso (litt. L'esclave du paradis) est un film d'aventure hispano-italien sorti en 1968, réalisé par José María Elorrieta.

## Synopsis
Omar, fils du vizir, veut venger la mort de son père à l'aide du génie d'une lampe.

## Fiche technique
- Titre original espagnol : La esclava del paraíso
- Titre italien : La Schiava del peccato[1]
- Réalisation : José María Elorrieta
- Scénario : José María Elorrieta, José Luis Navarro
- Musique : Gianni Dell'Orso, Nico Fidenco[2]
- Production : Domino Films, LM Films
- Pays de production :  Espagne,  Italie
- Genre : film d'aventure, film fantastique, médiéval
- Durée : 90 min
- Dates de sortie :
  - Allemagne de l'Ouest : 2 décembre 1968[3]
  - Espagne : 23 mai 1969[3]

## Distribution
Sauf indication contraire, les informations mentionnées dans cette section peuvent être confirmées par la base de données cinématographiques IMDb,  présente dans la section « Liens externes ».
- Luciana Paluzzi : Mizziana
- Jeff Cooper : Omar
- Raf Vallone : Hixxum
- Perla Cristal : la favorite
- Rubén Rojo : Ali
- Ricardo Palacios : Mamet
- Ana Casares : Miriam
- Tomás Blanco : Cassim
- Pilar Donoghue
- Eva Russo
- Guillermo Méndez
- Barta Barri : Ahmed